# نورثامبتونشير
نورثامبتونشير (بالإنجليزية: Northamptonshire)‏، هي مقاطعة في وسط إنجلترا. يبلغ عدد سكانها 692،000 حسب إحصاء عام 2011 . ويحدها ثماني مقاطعات أخرى: وورويكشير إلى الغرب ، و ليسترشير و روتلاند إلى الشمال ، و كامبريدجشير إلى الشرق ، و بيدفوردشير إلى الجنوب الشرقي ، و باكينغهامشير إلى الجنوب ، وأكسفوردشير إلى الجنوب الغربي. ولينكولنشير إلى الشمال الشرقي. مقر المقاطعة هو نورثامبتون. المدن الرئيسية الأخرى هي كيترينج ، كوربي ، ويلينغبورو ، روشدين ودافنتري.

## إدارياً
المقاطعة لديها حكومة محلية من مستويين. ومجلس مقاطعة انتخب في نورثامبتون. تنقسم المقاطعة إلى سبع مقاطعات ، لكل منها مجلس مقاطعة.

## توأمة
لنورثامبتونشير اتفاقيات توأمة مع:
- إنديانابوليس (2009 - )

## أعلام
- وليام كاري
- توم يورك
- ليو جى كارول
- هارفي شاندلير
- فريدريك تورنر
- جيمس أشورث
- إديث سيتول